# يدرة (أبرشيوة)
یدرة (بالفارسية: یدره) هي قرية و مستوطنة تقع في إيران في قسم أبرشيوة الريفي. يقدر عدد سكانها بـ 19 نسمة بحسب إحصاء 2016.